# Marit Wahlström Schönbäck
Marit Wahlström Schönbäck, född 23 juli 1921 i Jönköping, död 22 mars 2010 i Uppsala, var en svensk målare.
Hon var dotter till stationsmästaren Erik Gustaf Wahlström och Fanny Lindell och gift 1947–1958 med antikvarien Bengt A. Schönbäck. Hon hade redan i ungdomsåren teckning och målning som hobby och efter realexamen 1938 studerade hon vid Tekniska skolan i Stockholm 1938–1939 och deltog i ett flertal kurser med konstnärlig anknytning 1940–1957. Hon fortsatte sina studier vid Bror Hjorths målarskola i Uppsala 1957 och vid Jöran Salmsons målarskola i Spanien 1958–1959. Hon genomförde ett stort antal studieresor till länderna runt Medelhavet och dessa återspeglad i hennes figur och landskapsmålningar. Separat ställde hon ut på bland annat Galleri S i Stockholm och ett flertal gånger i Uppsala. Hon medverkade i Liljevalchs Stockholmssalonger och samlingsutställningar i Uppsala. Hennes konst består av figurer, stadsbilder och landskap. Wahlström Schönbäck är representerad vid Uppsala skolförvaltning med ett flertal verk.  